# Parc national de Tiilikkajärvi
Le parc national de Tiilikkajärvi (en finnois : Tiilikkajärven kansallispuisto) est un parc national finlandais situé dans le centre du pays, dans les régions du Kainuu et de Savonie du Nord.

## Présentation
Le parc national de Tiilikkajärvi est créé en 1982.
Sa superficie est de 34 kilomètres carrés.
Les caractéristiques naturelles du sud et du nord se mélangent dans ce parc formant un écotone de forêts et de marais.
Le lac Tiilikkajärvi est un lac de 400 hectares entouré de plages et divisé au milieu par des eskers.

## Faune
Le pinson du Nord et le bruant rustique, sont courants dans les forêts du parc. 
L'espèce d'oiseau la plus commune dans les tourbières est la Bergeronnette printanière. 
Le courlis corlieu niche aussi dans les marais. 
Le plongeon arctique prospère sur le lac Tiilikkajärvi et le petit Gravelot sur les plages de sable. 
Les autres espèces de la zone sont le goéland brun, le grand tétras, le lagopède des saules, l'oie des moissons, le pluvier doré et le mésangeai imitateur. 
Des couples de durbec des sapins ont niché dans le parc durant l'été 1993. 
Le castor du Canada habite les rivières du parc.